# Гай Брутий Презенс (консул 217 г.)
Вижте пояснителната страница за други личности с името Гай Брутий Презенс.
Гай Брутий Презенс (на латински: Gaius Bruttius Praesens) e политик и сенатор на Римската империя през началото на 3 век.

## Биография
Той произлиза от фамилията Брутии, която идва от Лукания. Син е на Луций Брутий Квинтий Криспин (консул 187 г.) и брат на Гай Брутий Криспин (консул 224 г.). Баща му е брат на Брутия Криспина (164 – 193), която през 178 г. става съпруга на римския император Комод.
През 199 г. Брутий Презенс е салии (salius Palatinus). През 217 г. Брутий Презенс е консул заедно с Тит Месий Екстрикат.

## Деца
Той е баща на:
- Гай Брутий Презенс (консул 246 г.).